# Monterey Jack

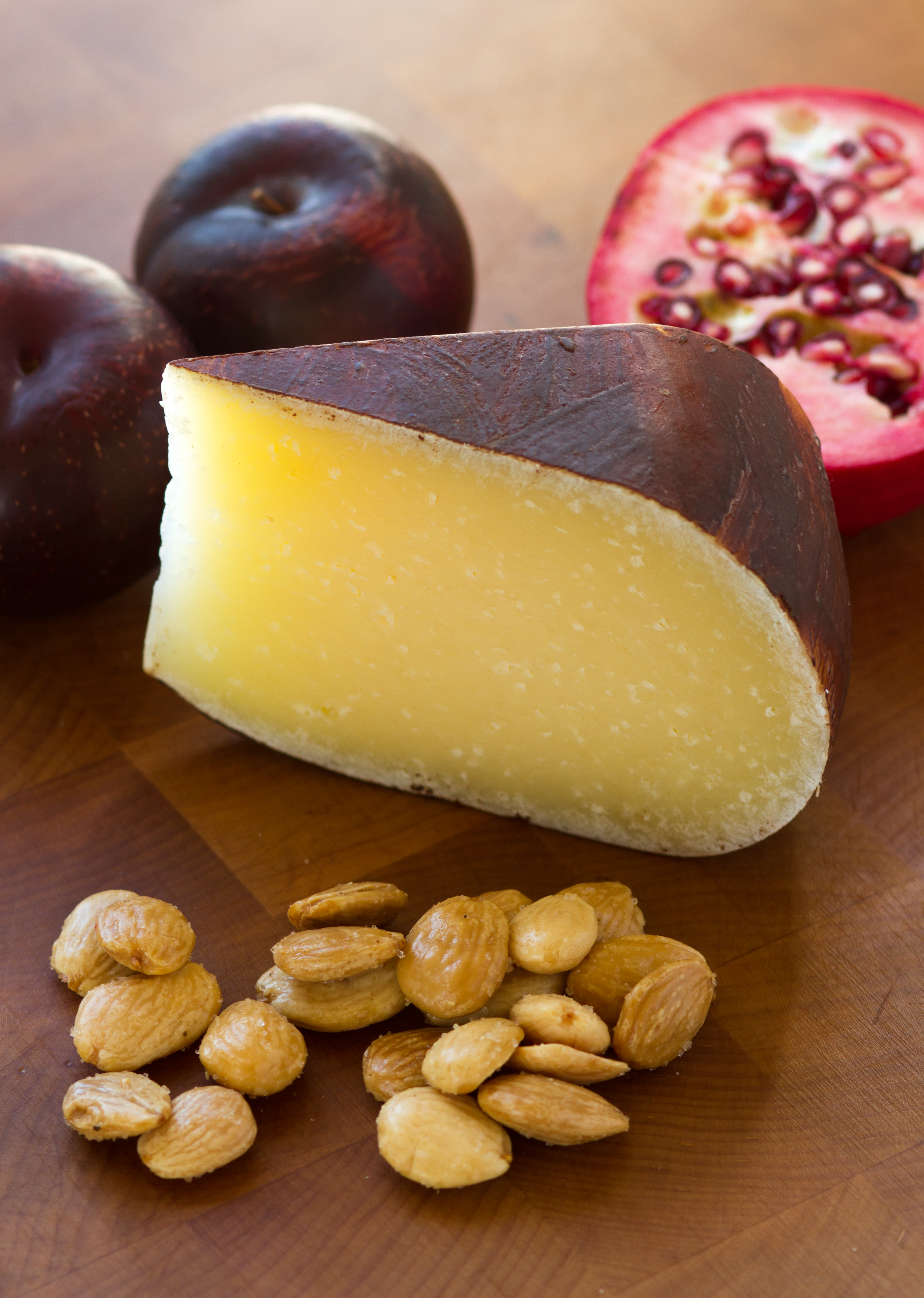
Dry Jack aus Sonoma County, Kalifornien.

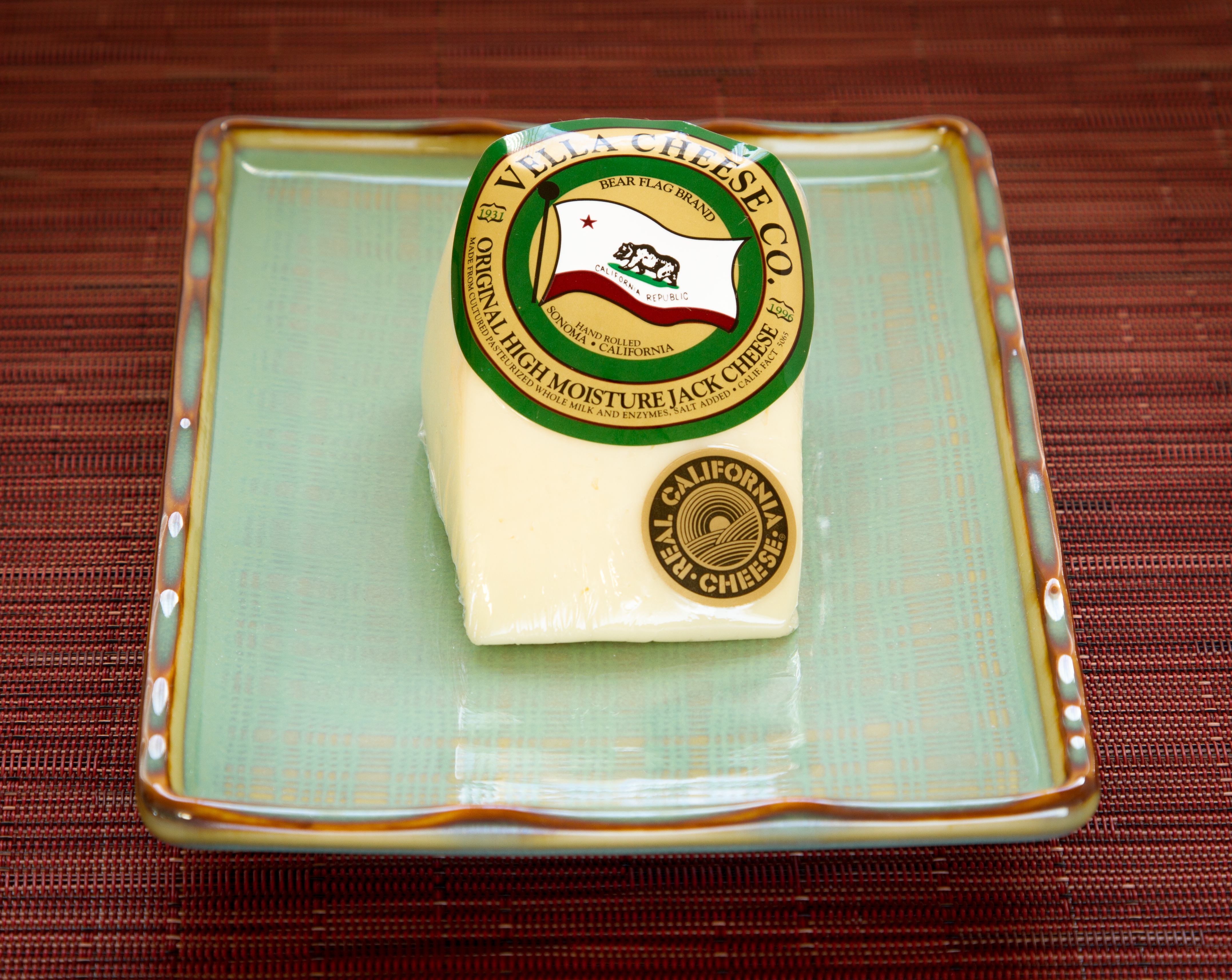
Ein Young Jack aus der Stadt Sonoma.

Monterey Jack ist ein Käse aus Kuhmilch, der in verschiedenen Reifegraden und Stilrichtungen vor allem im Westen der USA sehr verbreitet ist. Der Name geht auf David Jacks aus dem Monterey County in Kalifornien zurück, der um 1890 begann, Käse in der Tradition der dort ansässigen Franziskaner herzustellen und zu vermarkten. Seit 1955 ist sein offizieller Name als Monterey Jack festgelegt, andere, noch immer gebräuchliche Bezeichnungen sind Sonoma Jack oder einfach nur Jack. Am häufigsten kommt er als Young Jack in seitlich leicht abgeflachten Trommeln von etwa 7,5–8 lb Gewicht, bei industrieller Fertigung auch in Blöcken in den Handel. Young Jacks werden in vielen Käsereien Kaliforniens und auch außerhalb des Bundesstaates produziert und zählen heute zu den bekanntesten und am meisten verzehrten Käsesorten der USA. Die besten länger gereiften Produkte, vor allem aber der Dry Jack, stammen meist aus dem Sonoma County.

## Charakteristik
Der Young Jack erlangt seine Handelsreife nach etwa 5–6 Wochen Lagerzeit. Er ist dann ein beinahe rindenloser, weißlicher Laib von fast gummiartiger Konsistenz. Der eben noch schnittfeste Teig enthält etwa 25 % Fett, ist sehr mild und etwas süßlich im Geschmack. Er weist kleine, unregelmäßige Löcher auf. Nach einer Lagerung von einigen Tagen bei Zimmertemperatur beginnt er in der Mitte leicht zu fließen. Gelegentlich treten Pilz- oder Haselnussaromen auf. Die Schmelzeigenschaften sind sehr gut, sodass junge Käse auch als Toast- oder Gratinkäse Verwendung finden. Auch als Pizza- oder Baguettebelag anstatt Mozzarella eignet sich dieser Käse gut. In letzter Zeit werden häufig verschiedene Gewürze, wie Grüne Pfefferkörner oder Jalapeños dem Teig beigesetzt. Diese werden unter dem Sammelnamen Pepper Jack vermarktet.
Bedeutend würziger, härter und schnittfester ist der Mezzo Secco. Seine Rinde ist meist dunkel rötlichbraun, der schon leicht krümelige Teig blassgelb. Er wird mehrere Male mit einer Mischung aus Pflanzenöl, Salz, Pfeffer und Kakao eingerieben und lagert stehend in gut belüfteten Holzregalen zumindest 6 Monate. Der Mezzo Secco war vor der flächendeckenden Verwendung von Kühlschränken vor allem ein Sommerkäse, weil er sich an einem kühlen Standort auch während der heißen Jahreszeit über einige Wochen lagern ließ, ohne zu verderben.
Der Dry Jack ist ein nicht zu salziger Hartkäse von brüchig-krümeliger, parmesanartiger Textur. Seine Behandlung gleicht der des Mezzo Secco, doch lagert er zumindest 12 Monate. Lange gelagerte trockene Jacks sind von orangegelber Farbe, etwas jüngere zitronengelb. Seine Produktion wurde durch den Importausfall von Parmesan in die USA während des Ersten Weltkrieges initiiert. Er wird vor allem als Hobel- oder Reibkäse zum Verfeinern von Pasta oder Risottos verwendet.